# Koeleria splendens
Koeleria splendens är en gräsart som beskrevs av Karel Presl. Koeleria splendens ingår i släktet tofsäxingar, och familjen gräs. Inga underarter finns listade i Catalogue of Life.